# Vall de Sant Nicolau
Administrativament la Vall de Sant Nicolau té més del 91% de la seva superfície dins del municipi de la Vall de Boí (Alta Ribagorça) i menys d'un 9% dins del d'Espot (Pallars Sobirà). Més del 90% de la vall es troba dins del Parc Nacional d'Aigüestortes i Estany de Sant Maurici, i la resta dins la seva zona perifèrica. Geogràficament és una de les valls que conformen la Vall de Boí.
A tocar de l'Estany de Llebreta es troba l'ermita de Sant Nicolau de Boí que dona nom a la vall.

## Llegenda[1]
Diu la llegenda que antigament els veïns d'Espot i els de Boí mantenien freqüents baralles per la propietat de les terres entre els dos pobles. Per posar fi a les disputes van acordar fer una cursa: un corredor per banda sortiria de la plaça del seu poble en direcció a la de l'altre; el punt on els dos corredors es trobessin marcaria el nou límit. Els dos pobles van escollir el seu corredor. La tradició també fa menció al regiment alimentari al qual van sotmetre als escollits: costelles de corder pel pallarès i llet pel ribagorçà. El dia i hora fixats els dos escollits van iniciar la cursa. A mig camí, al poc de què el de Boí iniciés la pujada al Portarró, es van trobar els dos rivals; i es van fixar els nous límits.

## Geografia

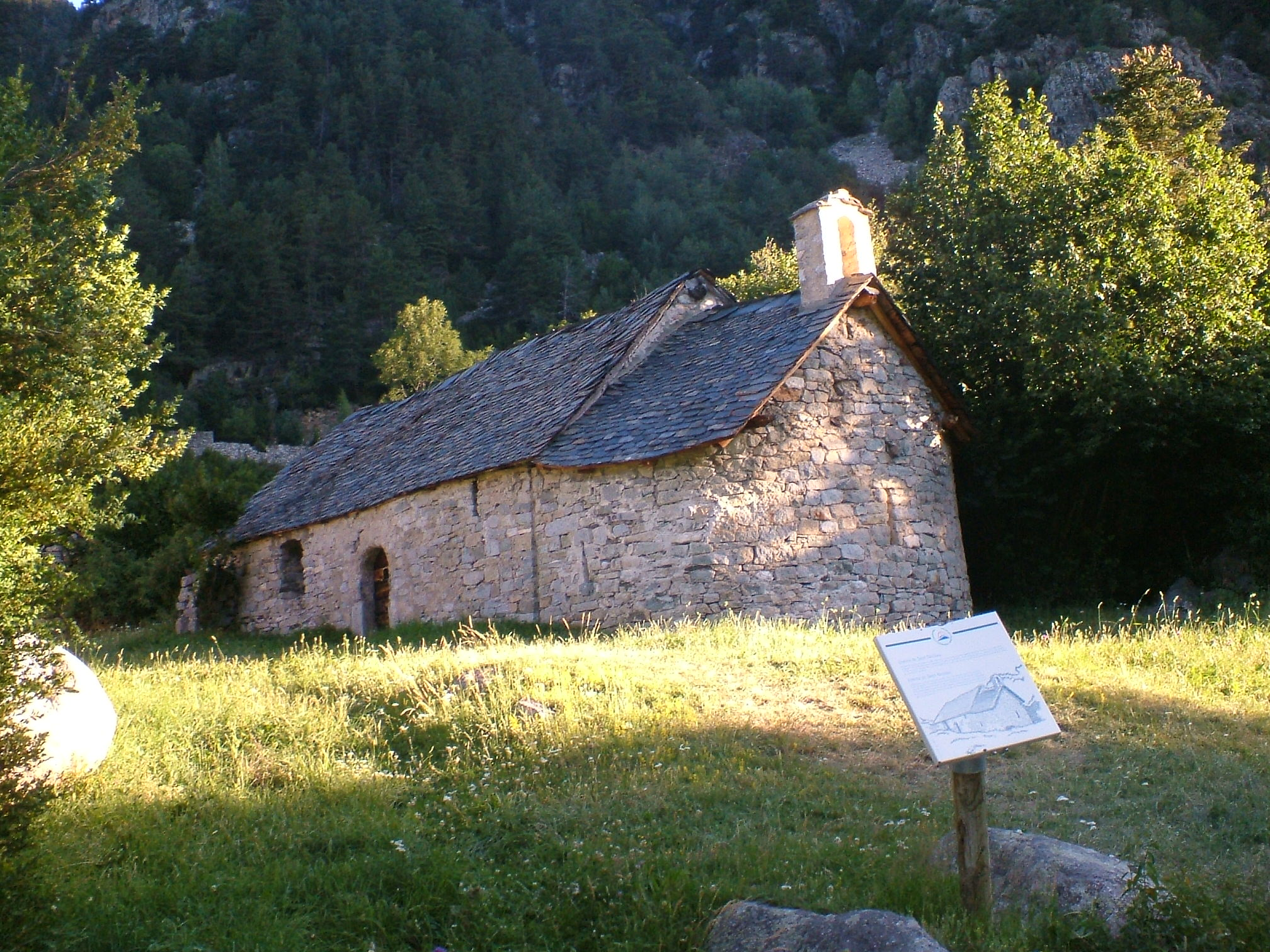
Ermita de Sant Nicolau.

La Vall de Sant Nicolau és una vall d'origen glacial, subsidiària de la Vall de Boí, tributària per l'esquerra de la Noguera de Tor. Té una superfície aproximada de 64,5 km². La vall es troba per sobre dels 1.350 metres, sent el Pic de la Pala Alta de Sarradé, amb 2.925,5 metres, el seu sostre.
Destaquen a la vall, incloent les seves valls i comes subsidiaries, més de 40 estanys o grups d'estanys; més de 50 pics referenciats, molts d'ells per sobre dels 2.800 metres i uns quants fregant els mítics 3.000; també serres, barrancs i planes. Més de 15 Collades que, no sols comuniquen les diferents valls i comes subsidiaries, també comuniquen amb: la Vall d'Aiguamòg, al nord; la Vall d'Escrita, a llevant; la Vall Fosca, al sud-est; la Vall de Sant Martí, al sud; i la Vall de Boí, a l'oest i nord-est.
El Riu de Sant Nicolau constitueix el tàlveg de la vall. Seguint el seu curs destaquen tres sectors:
El tram oriental correspon a la capçalera, de 2,5 km de llargada i uns 400 metres de desnivell, sent el Portarró d'Espot l'extrem oriental i el desguàs de l'Estany Llong l'extrem occidental. L'estany recull les aportacions de Colomers d'Espot, per la dreta, i de la Vall de Peixerani per l'esquerra. És en la confluència d'aquest sector amb el següent on es troben els dos refugis de la vall: el Refugi d'Estany Llong i el refugi hivernal de la Centraleta.
El sector intermedi, d'uns 3,5 km de llargada i 160 metres de desnivell, compren des del naixement del riu pròpiament dit, al desguàs de l'Estany Llong, on gira cap al sud-oest, fins a l'extrem meridional del Planell d'Aigüestortes, on agafa novament direcció ponent. La Vall de Contraix i els barrancs de les Pales del Planell Gran conflueixen per la riba dreta. Les valls esglaonades de les Corticelles, Dellui i Morrano són tributàries per l'esquerra. És en el tram final d'aquest sector on es troba el planell que dona nom a la part oriental del Parc Nacional d'Aigüestortes i Estany de Sant Maurici: Aigüestortes.
En el seu tram final, des del Planell de Sant Esperit fins a la seva desembocadura a la Vall de Boí, d'uns 6 kilòmetres de llargada i uns 500 metres de desnivell, discorre cap a l'oest. En la seva part intermèdia es troba l'Estany de Llebreta. Rep per la riba esquerra les aportacions de: la Ribera de Llacs, que recull les aigües de la Vall de les Mussoles i de Montanyó de Llacs; la Cometa de la Qüestió i de Casesnoves (la Vall de Boí). Per la banda dreta hi desemboquen: la Vall de Sarradé i Aigüissi. Per ambdues ribes també contribueixen nombrosos barrancs.

## Rutes
Moltes són les rutes que creuen aquesta vall. Algunes de les més conegudes són:
- La ruta de la Llúdriga, que remunta el Riu de Sant Nicolau des de la desembocadura de la vall fins a l'Estany de Llebreta.
- La travessa de Boí a Espot, que recorre tota la vall des de la seva desembocadura fins al Portarró d'Espot; per a continuar després, per la Vall d'Escrita, fins Espot.
- Dos trams de dues de les etapes de la travessa Carros de Foc travessen, de nord-oest a sud-est, la vall: els trams que uneixen el Collet de Contraix, passant pel Refugi d'Estany Llong, amb la Collada de Dellui.

## Transit
A excepció del curt tram de l'estreta carretera, d'uns 800 metres, que porta des de la L-500 al parking de Palanca de Molina (entrada al Parc Nacional d'Aigüestortes i Estany de Sant Maurici per aquesta vall), el transit està restringit. Per la pista de ciment, d'uns 6 kilòmetres, que uneix l'entrada del parc amb la caseta d'informació situada a tocar del Planell d'Aigüestortes, tan sols està permès la circulació dels vehicles: del parc, del servei de taxis que surt des de Boí, de la hidroelèctrica i dels pocs veïns que hi tenen autorització per desenvolupar activitats tradicionals; així com de bicicletes. Per damunt de la caseta d'informació, parada final del servei de taxis, existeix una pista forestal que porta fins al Refugi d'Estany Llong; tan sols els pocs vehicles autoritzats poden circular-hi, estan també prohibides les bicicletes.